# باشگاه فوتبال زاگرب
باشگاه فوتبال زاگرب (انگلیسی: Zagreb Football Club) یک باشگاه فوتبال در زاگرب، کرواسی است.
این باشگاه که در سال ۱۹۰۸ میلادی تأسیس شده سابقه یک قهرمانی در لیگ فوتبال کرواسی را دارد.

## افتخارات
- لیگ فوتبال کرواسی

قهرمان (۱): ۲۰۰۱–۰۲
نایب قهرمان (۲): ۱۹۹۲، ۱۹۹۳–۹۴
سوم (۳): ۱۹۹۲–۹۳، ۲۰۰۴–۰۵، ۲۰۰۶–۰۷
- لیگ دسته دوم فوتبال کرواسی

قهرمان (۱): ۲۰۱۳–۱۴
- جام کرواسی

نایب قهرمان (۱): ۱۹۹۶–۹۷
- سوپر جام فوتبال کرواسی

نایب قهرمان (۱): ۲۰۰۲
- لیگ دسته دوم فوتبال کرواسی

قهرمان (۶): ۱۹۵۳۱۹۵۳–۵۴، ۱۹۶۳–۶۴، ۱۹۷۲–۷۳، ۱۹۷۵–۷۶، ۱۹۷۹–۸۰، ۱۹۹۰–۹۱
نایب قهرمان (۱): ۱۹۷۴–۷۵
سوم (۲): ۱۹۷۰–۷۱، ۱۹۷۱–۷۲
- لیگ دسته سوم فوتبال کرواسی

قهرمان (۱): ۱۹۸۹–۹۰
سوم (۱): ۱۹۸۸–۸۹